# فریدون فامیلی
فریدون فامیلی (متولد ۱۸ سپتامبر ۱۹۴۵) یک فیزیکدان برجسته ایرانی در زمینه فناوری نانو و فیزیک جامدات است. وی در حال حاضر استاد فیزیک و عضو مرکز محاسبات علمی امرسون در دانشگاه اموری در آتلانتا، جورجیا است. وی عضو منتخب انجمن فیزیک آمریکا و دریافت کننده بالاترین افتخار انجمن فیزیک آمریکا، جایزه JW Beams است.

## زندگی‌نامه
فامیلی مدرک لیسانس خود را در رشته فیزیک از انستیتوی پلی تکنیک وورسستر در سال ۱۹۶۸ و دکترای فیزیک خود را در سال ۱۹۷۴ در دانشگاه کلارک دریافت کرد. او یک فیزیکدان نظری در انستیتوی دانشگاه کالیفرنیا در سانتا باربارا و استاد رشته شیمی در انستیتوی فناوری ماساچوست است.

## انتشارات

### مقاله‌های ژورنال
وی تاکنون ۱۶۱ مقاله علمی منتشر کرده‌است که تقریباً همه آنها در مجلات معتبر ارزشیابی شده‌است. بیشترین استناد به ۵۴۷ بار ذکر شده‌است. ده مورد ذکر شده در موارد زیر:
- مقیاس بندی منطقه فعال در فرایند ادن در شبکه‌های طغیان و مدل انباشت بالستیک مجله فیزیک A-ریاضی و عمومی 18 (2): L75-L81 ۱۹۸۵ '(زمان استناد به مقاله: ۵۴۷)
- مقیاس پویا برای تجمع خوشه‌ها نامه‌های بررسی فیزیکی ۵2 (19): ۱۶۶۹–۱۶۷۲ ۱۹۸۴ (زمان ذکر شده: ۲۸۹)
- مقیاس پویا و انتقال فاز در رشد رابط فیزیک A 168 (1): 561-580 سپتامبر ۱ ۱۹۹۰ (زمان ذکر شده: ۲۵۹)
- مقیاس بندی سطوح خشن - اثرات انتشار سطح "مجله فیزیک A-ریاضی و عمومی 19 (8): L441-L446 ۱ ژوئن ۱۹۸۶ (زمان استناد به مقاله: ۲۵۲)
- مورفولوژی جزیره و توزیع اندازه در نامه‌های نقد و بررسی فیزیکی Submonolayer Epitaxial-Growth 74 (11): 2066-2069 March 13 1995 (زمان ذکر شده: ۲۱۳)
- توزیع پویا در اندازه خوشه ای در تجمع خوشهای-خوشه ای - تأثیر تجسس خوشه ای بررسی فیزیکی B 31 (1): 564-569 1985 (زمان ذکر شده: ۲۰۶)
- معادله عددی-حل مداوم برای رشد رابط در ابعاد ۲ + ۱ بررسی فیزیکی A 41 (6): 3399-3402 15 مارس ۱۹۹۰ (زمان ذکر شده: ۱۳۷)
- مقیاس توزیع توزیع قطرات اندازه در نامه‌های بررسی فیزیکی فیلم‌های نازک با تهویه مطبوع ۶1 (4): ۴۲۸–۴۳۱، ۲۵ ژوئیه ۱۹۸۸ (زمان نقل قول: ۱۳۳)
- سینتیک انعقاد با تکه‌تکه کردن - مقیاس بندی رفتار و نوسانات نامه‌های بررسی فیزیکی ۵7 (6): ۷۲۷–۷۳۰ ۱۱ اوت ۱۹۸۶ (زمان ذکر شده: ۱۲۷)
- سینتیک تشکیل سنگدانه‌های تصادفی شاخه ای - نامه‌های نقد و بررسی فیزیکی رویکرد گروهی ۵۰ - (۹): ۶۸۶–۶۸۹ ۱۹۸۳ (زمان ذکر شده: ۱۲۲)

### کتابهای مربوط به فیزیک
- جنبه‌های فراکتال مواد (انجمن تحقیقات مواد، پیتسبورگ)، ۱۹۹۵.
- سیستم‌های مقیاس گذاری و بی نظمی (جهانی - علمی، سنگاپور)، ۲۰۰۲.
- چالش‌های فیزیک آماری محاسباتی در قرن ۲۱، مجموعه مقالات کنفرانس ماهواره ای STATPHYS (شماره ویژه ارتباطات فیزیک رایانه)، ۲۰۰۲.
- دینامیک و اصطکاک در سیستم‌های محدود کنندهٔ زیر سنج (انجمن شیمیایی آمریکا، واشینگتن، دی سی)، ۲۰۰۴